# العميرات (الرقة)
العميرات قرية سورية تتبع ناحية المنصورة في منطقة الثورة في محافظة الرقة. بلغ عدد سكانها 412 نسمة في عام 2004 حسب إحصاء المكتب المركزي للإحصاء.